# 겨울연가
《겨울연가》는 2002년 1월 14일부터 2002년 3월 19일까지 방송되었던 한국방송공사 월화 미니시리즈이다.

## 개요
- KBS 드라마본부의 윤석호 PD가 2001년 9월초 17년간 재직했던 KBS를 퇴사하고, 팬 엔터테인먼트와 계약한 후, 프리랜서를 선언한 뒤에, 처음 내놓은 작품이다.[1]
- 2000년 하반기에 방영한 사계절 드라마 《가을동화》의 차기작이므로, 운명적인 첫사랑에 대한 아름답고 슬픈 사랑 이야기를 극화한 전형적인 휴먼 멜로물로 수 많은 시청자들에게 큰 반향을 불러 일으킨 바 있다.
- 본 드라마 역시, 한류 붐을 일으킨 사계절 드라마가 제작되면서 이어 2003년 《여름향기》, 2006년 《봄의 왈츠》까지 최종적으로 완성된 사계절 드라마의 대장정이었다.

## 줄거리
“...하지만 제 첫사랑이 저를 다시 부르면 어떡하죠? 이들에게 첫 사랑은 선택이 아니고 운명이다.”
춘천에서 고등학교를 다니던 시절에 서로의 첫사랑인 강준상(배용준 분)과 정유진(최지우 분). 하지만 준상이 불의의 사고로 죽게 된다. 그로부터 10년 후 인테리어 회사를 운영하는 유진은 라디오 PD이며 과거 준상의 라이벌인 김상혁(박용하 분)과 약혼을 한 상태다. 그러나 돌연 준상과 똑같은 외모를 가진 이민형이 나타나면서 유진은 혼란에 빠진다.

## 등장 인물

### 주요 인물
- 배용준 : 강준상 / 이민형 역

피아니스트인 강미희의 아들. 갸름하고 창백한 얼굴에는 항상 우수에 찬 눈빛과 태생적 슬픔이 묻어 있다. 교통사고로 기억을 잃은 준상은 10년후 이민형이 되어 돌아온다. 유진과는 "화이트"스키장의 대표로 운명적인 만남을 갖게 된다.
- 최지우 : 정유진 역

어린 시절 아버지를 여의고 홀어머니와 여동생과 함께 살고 있다. 고등학교 때는 밝고 명랑한 성격에 정의로움까지 갖춘 여자아이지만 10년후 "폴라리스"라는 인테리어 회사를 운영한다.
- 박용하 : 김상혁 역

방송국의 라디오 피디로 착하고 곧은 심성에 항상 매사에 공정하려고 노력하는 스타일, 유진을 준상에게 빼앗겼다는 열패감이 있다.
- 박솔미 : 오채린 역

패션 디자이너로서 오만함에 익숙한 인물로 자신이 원하는 것은 무슨 일이 있어도 가지려고 하는 집념과 야망을 가진 여자이다.

### 그 외 인물
- 류승수 : 권용국 역

동물병원 수의사. 고교시절 방송반 때부터 거침없이 끼를 발휘한 인물로 유머와 과장의 대가이다.
- 이혜은 - 공진숙 역

유진의 고등학교때 방송반 친구로 채린의 부띠끄에서 일한다. 간혹 말실수로 문제를 일으키지만 유진에게 가장 소중한 친구이다.
- 정동환 - 김진우 역

상혁의 아버지. 대학교수이다. 유진의 아버지, 준상의 어머니와 어렸을 때부터 친구였고, 준상의 어머니를 사랑했다.
- 송옥숙 - 강미희 역

준상의 어머니. 유명한 피아니스트이다. 유진의 아버지, 상혁의 아버지와 어렸을 때부터 친구였고, 유진의 아버지를 사랑했다.
- 김해숙 - 유진의 어머니 역
- 이효춘 - 상혁의 어머니 역
- 권해효 - 김선배 역

민형의 직장동료이자 선배.
- 박현숙 - 이정아 역

유진의 직장동료이자 선배.
- 유열 - 유 열 역

라디오 DJ로 상혁의 직장동료.
- 하재영 - 정현수 역 (사진으로 등장)

유진의 아버지이자 고인. 준상의 어머니 강미희의 전 약혼자.
- 하지혜(어린 시절: 한지안 - 정희진 역

유진의 여동생. 고등학생.
- 장항선 - 김씨 역

건설현장에서 막노동.
- 정원중 - 박정오 역

유진, 상혁 등의 학급 교사.
- 손종범 - 한승룡 역

유진의 직장 동료.

## 시청률
최저 시청률과 최고 시청률은 시청률 조사회사와 지역별로 시청률에 차이가 있을 수 있습니다.
| 2002년      | 2002년      | 2002년         |            |
| 회차        | 방송일      | AGB 시청률     | AGB 시청률 |
| 회차        | 방송일      | 대한민국(전국) |            |
| ----------- | ----------- | -------------- | ---------- |
| 제1회       | 1월 14일    | 16.3%          |            |
| 제2회       | 1월 15일    | 16.6%          |            |
| 제3회       | 1월 21일    | 19.2%          |            |
| 제4회       | 1월 22일    | 21.5%          |            |
| 제5회       | 1월 28일    | 21.2%          |            |
| 제6회       | 1월 29일    | 24.1%          |            |
| 제7회       | 2월 4일     | 27.2%          |            |
| 제8회       | 2월 5일     | 26.3%          |            |
| 제9회       | 2월 11일    | 17.8%          |            |
| 제10회      | 2월 12일    | 16.7%          |            |
| 제11회      | 2월 18일    | 26.4%          |            |
| 제12회      | 2월 19일    | 27.0%          |            |
| 제13회      | 2월 25일    | 27.6%          |            |
| 제14회      | 2월 26일    | 28.8%          |            |
| 제15회      | 3월 4일     | 26.4%          |            |
| 제16회      | 3월 5일     | 26.4%          |            |
| 제17회      | 3월 11일    | 23.3%          |            |
| 제18회      | 3월 12일    | 22.4%          |            |
| 제19회      | 3월 18일    | 23.7%          |            |
| 제20회      | 3월 19일    | 24.5%          |            |
| 평균 시청률 | 평균 시청률 | 23.1%          |            |

## 삽입곡

### 겨울 연가 OST

#### 한국판
| #   | 제목                                         | 작사   | 작곡           | 편곡           | 재생 시간 |
| --- | -------------------------------------------- | ------ | -------------- | -------------- | --------- |
| 1.  | 〈처음부터 지금까지〉 (류)                   | 류     | 유해준, 오석준 | 김기완         | 4:29      |
| 2.  | 〈My Memory〉 (류)                           | 류     | 박정원         |                | 4:07      |
| 3.  | 〈처음〉 (박정원)                            |        | 박정원         | 박정원         | 3:20      |
| 4.  | 〈그대만이〉 (류)                            |        | 박정원         |                | 4:04      |
| 5.  | 〈처음부터 지금까지 (Inst.)〉 (박정원)       |        | 유해준, 오석준 | 박정원         | 4:30      |
| 6.  | 〈My Memory (Piano & Violin ver.)〉 (박정원) |        | 박정원         | 박정원         |           |
| 7.  | 〈보낼 수 없는 사랑〉 (김완선)               | 유유진 | 신인수         | 신인수         | 4:39      |
| 8.  | 〈시작〉 (박정원)                            |        | 박정원         | 박정원         | 3:51      |
| 9.  | 〈그대만이 (Piano & Violin ver.)〉 (박정원)  |        | 박정원         | 박정원         | 4:15      |
| 10. | 〈My Memory (Piano Ver.)〉 (박정원)          |        | 박정원         | 박정원         | 4:19      |
| 11. | 〈잊지마〉 (류)                              | 류     | 류             | 이환진         | 3:52      |
| 12. | 〈기억속으로 (Inst.)〉 (박정원)              |        | 박정원         | 박정원         | 4:23      |
| 13. | 〈연인 (Chinese Ver.)〉 (류)                 | 지원   | 윤영준         | 윤영준, 이환진 | 4:22      |
| 14. | 〈제비꽃〉 (류)                              | 조동진 | 조동진         |                | 4:38      |
| 15. | 〈그대만이 (Piano Ver.)〉 (박정원)           |        | 박정원         | 박정원         | 4:19      |
| 16. | 〈처음 (Piano Ver.)〉 (박정원)               |        | 박정원         |                | 3:16      |
| 17. | 〈제비꽃 (Inst.)〉 (박정원)                  |        | 조동진         |                |           |

#### 일본판
1. 最初から今まで
2. My Memory
3. 初めて
4. あなただけが
5. My Memory (Piano&Violin)
6. 離せない恋
7. 始まり
8. あなただけが (Piano&Violin)
9. My Memory (Piano)
10. 忘れないで
11. 記憶の中へ (Ins.)
12. 恋人 (Chinese Ver.)
13. すみれ
14. あなただけが (Piano)
15. 初めて (Piano)
16. すみれ (Ins.)
17. 最初から今まで (Japanese Ver.)

### 겨울연가 클래식 OST
1. 처음부터 지금까지 - Ho Lee
2. Tears In Your Eyes - Ho Lee
3. My Memory (Violion Ver.) - 심상원
4. 예감 - Ho Lee
5. 하얀 연인들 - Ho Lee
6. 아직도 - Ho Lee
7. Missing You (Violion Ver.) - 심상원
8. Sparks - Ho Lee
9. Goodbye My Love - Ho Lee
10. My Memory (Piano Ver.) - Ho Lee
11. 빛바랜 기억 - Ho Lee
12. Love Is Blue - Ho Lee
13. Missing You (Piano Ver.) - Ho Lee
14. 별 - Ho Lee
15. Let's Dream, Once Again - Ho Lee-->

### 그 외 삽입곡
- Love Me - 이루마 (제1화)
- When The Love Falls - 이루마 (원곡: 미셸 폴나레프 - Qui a tué grand-maman?)
- Sigmund Groven - Lost Sheep
- 슈만 - Kinderszenen (어린이 정경) Op. 15, 제7곡: Träumerei (제1화)
- 베토벤 - 피아노 소나타 17번 (The Tempest) 제3악장: Allegretto (제2화, 제17화, 제19화)
- 모차르트 - String Quartet No. 15 (K. 421) (제3화)
- 세자르 프랑크 - Panis Angelicus (생명의 양식) (제4화)
- 베토벤 - Violin Sonata No. 5 (Spring Sonata) 제1악장: Allegro (재즈 편곡) (제5화, 제17화)
- 브람스 - Clarinet Quintet (Op. 115) (제5화)
- 모차르트 - Rondo in B-flat for Violin and Orchestra (K. 269) (제5화)
- 모차르트 - Divertimento No. 17 (K. 334) 제3악장: Menuetto (제5화)
- 모차르트 - 아이네 클라이네 나흐트무지크 (K. 525) (1악장 - 제5화) (2악장 - 제10화)
- 에드워드 엘가 - 사랑의 인사 (제7화)
- 바흐 - 하프시코드 협주곡 No. 5 (BWV 1056) 제2악장: Largo (제9화)
- Ernesto De Curtis - Non ti scordar di me (나를 잊지 말아요) (물망초) (제9화)
- 가브리엘 포레 - Sicilienne (제10화)
- 라흐마니노프 - Vocalise (제16화)
- 모차르트 - Flute Quartet No. 1 (K. 285) 제2악장: Adagio (제16화)
- 바그너 - 로엔그린 - 결혼행진곡 (제17화)
- Frank Mills - Music Box Dancer (제1화)
- ABBA - Dancing Queen (제1화)
- The Free Design - Don't Cry, Baby (제3화, 제11화)
- Mary Hopkin - Goodbye (제4화)
- Nat King Cole - (I Love You) For Sentimental Reasons (제4화)
- Bee Gees - Technicolor Dreams (제4화)
- The Beatles - And I Love Her (피아노 연주) (제4화)
- 프랑수아즈 아르디 & 에르 - Jeanne (제4화)
- 이즈라엘 카마카위올레 - Somewhere Over the Rainbow/What a Wonderful World (제5화)
- Jane Birkin - Di Doo Dah (Serge Gainsbourg) (제5화)
- ABBA - Super Trouper (A-Teens version) (제5화)
- The Association - Never My Love (제5화)
- Rialto - Monday Morning 5.19 (제5화)
- Oh Shenandoah (미국 민요, 피아노 연주) (제5화)
- Tennessee Waltz (제5화)
- Angel Eyes (제5화)
- The Beatles - I Will (instrumental) (제6화)
- Jason Donovan - Any Dream Will Do (제6화)
- Don McLean - Vincent (제6화)
- Try to Remember (제7화 피아노 장면)
- Harry Nilsson - Without You (제9화)
- Can't Help Falling in Love (제9화)
- Let It Snow! Let It Snow! Let It Snow! (제9화)
- Jens Lysdal - Shadows (제11화)
- Bread - Aubrey (제11화)
- The Beatles - Hey Jude (피아노 연주) (제11화)
- George Gershwin - Someone to Watch Over Me (제11화, 제12화)
- Ray Charles - Ellie My Love (원곡: Southern All Stars) (피아노 연주) (제12화)
- Ephemera - Close (제12화)
- Boyzone - No Matter What (제12화, 제13화)
- Elton John - Sorry Seems to Be the Hardest Word (제14화, 제20화)
- George Gershwin - Summertime (제14화)
- Erroll Garner - Misty (제15화)
- John Denver - Perhaps Love (제15화)
- Let There Be Love (제15화)
- Bee Gees - How Deep Is Your Love (제15화)
- Simon & Garfunkel - The Sound of Silence (제15화)
- Indecent Obsession - Fixing a Broken Heart (제15화)
- I'm a Fool to Want You (제16화)
- 영화 《세 가지 색: 블루》의 음악 (즈비그니에프 프레이스네르)
- 영화 《남과 여 (Un homme et une femme)》의 주제곡 (프랑시스 레이) (제5화)
- 하얀 연인들 (유진/준상의 테마) - 영화 《하얀 연인들》의 주제곡 (프랑시스 레이)
- 류 - 1집 앨범 - "Moment", "잊지마" (제18화)
- 나처럼 외로울 때 - 이명준
- Stepping on the rainy street - Daydream
- Destiny and Bond - Wong Wing Tsan
- I Miss You - Daydream
- Photo Jaunie – Andre Gagnon
- Eternity - Shardad Rohani
- I - 이루마
- An Improvisation on the Canon - Robin Spielberg
- Evelyne - Andre Gagnon
- Steve Barakatt - Sensuality

## 수상 경력
- 2002년 KBS 연기대상 남자 인기상, 남자 최우수연기상 - 배용준
- 2002년 KBS 연기대상 여자 인기상, 여자 최우수연기상 - 최지우
- 2002년 KBS 연기대상 남자 우수연기상 - 박용하
- 2002년 제38회 백상예술대상 TV부문 연출상 - 윤석호
- 2002년 제38회 백상예술대상 TV부문 인기상 - 배용준
- 2002년 제38회 백상예술대상 TV부문 인기상 - 최지우
- 2004년 NHK 감사장 - 배용준[3]
- 2004년 KBS 연기대상 특별상 - 윤석호
- 2004년 문화관광부(현 문화체육관광부) 주최 제31회 관광의 날 기념식 대통령 표창 - 윤석호[4]
- 2004년 제5회 방송인상 방송제작부문 - 윤석호[5]
- 2004년 제77회 일본 키네마준보상 특별상(한일 우호 공로상) - 윤석호[6]
- 2004년 유엔교육과학문화기구(UNESCO·유네스코) 서울협회 선정 올해의 인물상 - 윤석호[7]
- 2004년 NHK 특별공로상 - 최지우
- 2004년 NHK 특별공로상 - 윤석호
- 2005년 제17회 한국방송프로듀서상 공로상 - 윤석호[8]
- 2006년 일본프로덕션연합(ATP)시상식 해외특별상 - 윤석호
- 2007년 한국모델협회 주최 2006 모델상 시상식 한류공로상 - 윤석호
- 2009년 제2회 서울관광대상 최고 공로자상 - 윤석호

## 참고 사항
- 배용준이 분한 강준상 역은 당초 류시원이 낙점됐으나 SBS 《아름다운 날들》에서 호흡을 맞춘 최지우와 연이어 함께 출연한다는 부담감[9]과 더불어 앞선 시간대에 류시원은 SBS 화요 예능 프로그램 《류시원 황현정의 NOW》를 진행하고 있는 관계[10]로 결국 포기하였다.
- 최지우가 맡았던 정유진 역은 당초 김희선이 낙점됐지만 CF 활동 등으로 본인이 스스로 고사하였다[11].
- 위와 같은 상황을 고려하여, KBS 드라마본부는 월화드라마 방송 시간에 편성 공백을 메우기 위해, 특집 프로그램을 내보냈고 첫 회도 2002년 1월 14일로 변경됐다.

## 해외 방영과 한류열풍

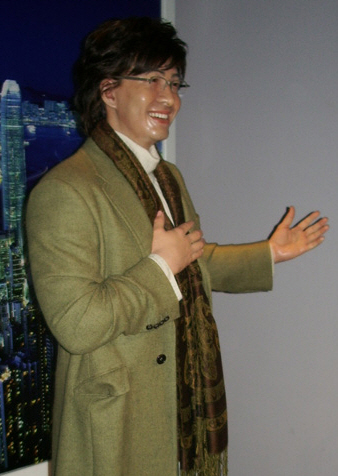
일본에 전시 된 배용준 밀랍인형

본 드라마는 윤석호 PD가 연출했던 전작 '가을동화'에 비해서 15% 이하의 시청률 부진에 시달리다가, '여인천하'와 '상도'등 타방송사 사극 드라마의 기세에 눌려서, 한 동안 고전한 끝에 30% 내외의 압도적인 시청률을 기록하는 기염을 토했고 O.S.T는 30만장의 판매량을 기록하는 등 인기를 끌었다. 그 외에도 한국에서 방송시작과 동시에 아시아와 태평양, 유럽, 아메리카 등 전 세계 30여개 국에서 수출 계약을 체결하여, 50만 달러(한화 약 6억 6,000만원)를 벌어들이면서 KBS 콘텐츠분석팀 측에서는'겨울연가'가 벌어들인 총부가가치는 134억 3,000만원이라고 발표했다. 2004년 11월 26일 외교통상부는 우리 문화를 홍보하고 국가 이미지를 제고하기 위한 문화외교의 일환으로 추진되어 '겨울연가'가 7주간 아프리카 가나의 민간 방송사 TV3에서 방영된다고 발표했다.
2002년 11월 6일 KBS 드라마본부는 일본의 NHK 종합와 서울 삼성동 코엑스에서 열린 "디지털콘텐츠 및 방송영상콘텐츠 국제견본시"에서 조인식을 갖고 독점 계약을 체결했고, 한국에서 제작된 프로그램 수출가로는 사상 최고액으로 편당 수출가는 2백 20만엔(한화 약 2천 2백만원), 20부 전체 수출가는 4천 4백만엔(한화약 4억4천만원)이었다. 일본에서는 당시 2003년 4월에 위성방송인 NHK-BS2에서 첫 방영되었는데, 30∼40대 이상의 일본 여성들의 잊혀진 아련한 첫사랑에 대한 순정과 기억의 향수를 불러일으켰다는 평을 받으며 서서히 입소문이 나기 시작하면서 선풍적인 인기를 끌었고, 2004년 4월에 지상파 방송인 NHK 종합으로 옮겨져 방송되면서 엄청난 화제성을 모으며 일본내 한류 신드롬을 일으키는 가장 큰 기폭제가 되었다. '겨울연가' 첫 방송의 시청률은 도쿄 등 수도권에서 9.2%를 기록해 이 시간대의 역대 드라마의 평균 시청률 3.9%를 훨씬 웃도는 압도적인 시청률을 기록했고, 최종회에서 간토 지역에서는 20.6%, 간사이 지역에서는 23.8%의 압도적인 시청률을 기록했고 이와같은 높은 시청률은 요미우리 신문, 아사히 신문 등 주요 언론에서도 경이적인 일로 보도될 정도였다. 또한 시청률 조사기관 미디어리서치에 따르면 특히 간토 지역에서 20% 이상의 시청률을 기록한 것은 《겨울연가》 방송 이후 사상 처음으로, 나고야 지역(주쿄 광역권)의 평균 시청률은 22.5%이었던 것으로 나타났다. 특히 방송 시간이 심야시간대인 밤 11시인데다 당시 아테네 올림픽 중계방송에 일본인들의 시선이 쏠려있다는 점에 비춰 가장 고무적인 일로 꼽힌다. 또한, 시청자들로부터 "한국에서 방송 한 그대로의 '더빙하지 않은 오리지널판'으로 보고 싶다"는 요청이 쇄도하면서, 2004년 12월 20일부터는 NHK-BS2에서 한국어 대사 그대로에 일본어 자막을 붙인 노컷판(무삭제판)이 방송 되었다. 일본에서 '겨울연가' 소설의 발행 부수는 상·하권 총 122 만부를 판매되었고, 오리콘에서는《겨울연가》의 공식 OST 3부작이 100만장 이상 판매됐다고 발표하였다. 미디어 매출 비디오, DVD, 책은 2003년부터 2004년까지 매출은 90억엔을 기록하는 등 NHK 종합의 부가 수입은 6억원을 벌어들였다. '겨울연가'의 O.S.T를 부른 류(본명: 민관홍)는 일본의 골드디스크대상 시상식에서 OST 부문 상을 수상했다. 2004년 3월 23일에는 앵콜로 방영되는 '겨울연가'를 기념해 NHK "겨울연가 앙코르방영 기념 토크 행사"가 NHK 종합 주최로 후쿠오카에서 열렸고, 윤석호 PD, 박솔미 외에 주제가를 부른 류가 참석했다. 그외에도 한국어 인기가 높아지자 2004년 4월 6일 개강한 NHK 교육방송의 《한글강좌》 교재는 기존의 판매량의 2배가 넘는 20만부가 발행되었다. 2007년 7월 10일부터 9월 11일까지 도쿄의 롯폰기 힐즈의 TOHO 시네마즈 롯폰기 힐즈에서 극장 개봉되었다.
2004년 문화관광부(현 문화체육관광부)의 공식 집계에 의하면. 단일 드라마 사상 최초로 아시아와 태평양 등 전 세계적으로 수출되어 특히 일본의 경우 1년간 1,072억엔(한화 약 1조 720억원)의 경제적 파급 효과를 냈으며 단일 드라마로는 사상 최고액인 192만 달러의 수출실적을 기록했다. 2004년 7월 25일 KBS 시사교양국은, 일요스페셜을 통해 일본을 강타하고 있는 '겨울연가'의 인기비결과 경제적 파급효과를 분석한《일본열도를 사로잡은 겨울연가 열풍》이라는 다큐멘터리를 방송했고, 2005년 1월 14일부터 한주에 두 편씩 총 10주에 걸쳐 이례적으로 지상파 채널에서 재방송되었다.
주연 배우의 배용준, 최지우, 박용하 등은 일본에서 큰 호평을 얻게 되었다. 특히 배용준은 일본 사회에서 "욘사마(배용준의 가운데 이름 용에 일본식 존칭어를 붙인 단어)" 열풍을 일으켰고, 일본의 유력 경제신문인 니혼게이자이(日本經濟)신문은 올해 상반기 히트상품에서 2위에 선정됐다고 발표했다. 그외에도 "한류"는 올해의 히트상품 1위를 차지했다. 또한, 2004년 당시 일본 수상이였던 고이즈미 준이치로 전 총리는 “욘사마가 나보다 더 인기 있다”라고 언급해 화제가 되기도 했다.
드라마의 주요 배경지가 된 춘천의 남이섬은 일본인 팬들의 관광코스로 자리잡게 되는 등의 북새통을 이뤘고, 최종화의 촬영지 배경이 된 거제도의 외도도 관광지로 인기를 끌었다. 또한 남이섬의 경우, '겨울연가'가 중화민국, 싱가포르, 일본, 중화인민공화국 등 해외 각지로 수출되면서 함께 유명세를 타면서 관광객이 매년 20만 명이 늘어나 2009년에는 200만 명의 관광객(외국인 25만 명)이 찾는 국제 관광지로 발돋움 하였다.
이외에도 '겨울연가'로 인한 관광 수요 파급효과, 국가이미지 및 홍보 효과 등의 경제적 파급효과는 계산이 어려울 정도이며, 이전의 일본인들이 갖고 있는 한국의 이미지 제고에 기여하고, 후속 드라마의 해외 진출 계기를 마련했다는 점에서도 한류 열풍의 기폭제로 자리매김하고 있다. 또한 한류를 연구하는데 있어서도 주요한 키워드로 많은 논문에서 활용되고 있다.

## 겨울연가 및 한류열풍 관련 논문

### 논문
1.Winter Sonata and the Hanryu phenomenon in Japan, Keio Communication Review No. 29, 2007
2.'Winter Sonata' Dreams: The Influence of The Korean Wave on Japanese Society, Florida State University

### 관련 컨텐츠
《겨울연가》는 TV 광고, 음반, DVD, 촬영지 여행상품 수출 등의 콘텐츠의 OSMU 마케팅을 적극적으로 취하였다.
1. TV 광고와 판권 수익
① 매회 광고 수입 2억 7천만 원(재방송 포함), 제작협찬 3억 원 이상 추정.
② 일본 NHK의 위성채널과 지상파에 5억 엔에 판권 판매. 동남아, 중동, 남미 등 28개국 이상 수출, 60만 달러 이상의 판권 수익.
2. 음반
① 2002. (한국) OST 앨범, Classic 앨범 발매. 30만 장 판매
② 2003. (일본) OST(국내+일본판) 발매, 91만 장 판매 ※오리콘 앨범챠트 1위, 통산 16주 톱 10 진입. ※일본내 TV 드라마 OST 최고 판매량 기록.
③ 2004. (일본) 클래식 앨범 22만 장 판매 (OST, 클래식 앨범 합계 100만장 돌파.)
3. 출판
① 2002. 2, OST/BGM 악보집
② 2004. 2, 소설 「겨울연가」(작가: 최정재/출판사: 발칙한 상상)
③「겨울연가」여행가이드북
④ 2004. 7~2005.6 만화(코믹스)판 겨울연가 발매
1. ISBN 4776713292
2. ISBN 4776713306
3. ISBN 4776713314
4. ISBN 4776714167
5. ISBN 4776714493
6. ISBN 4776715554
7. ISBN 4776715848
8. ISBN 4776716550

⑤ 2004. 9, 「또 하나의 겨울연가」발매(출판사: 와니북스) - 겨울연가 이후 3년 간의 스토리. 미발표 에피소드 및 사진 수록.
4. 모바일
① 2002. 3, KBS와 공동으로 KTF, LGT에서 벨소리와 그림메시지 제공
② 2007. 12, 닌텐도 DS 게임 출시
5. DVD
① 2003. 12 공식 DVD 발매. 한국 40만 세트/600억 원, 일본 10만 세트/340억 원 매출 추정
② 2006. 11, 「겨울연가」 콘서트 DVD 발매(폴리도르 레코드)
③ 2010. 11, 「겨울연가」 노컷 완전판 DVD 발매(소니 픽쳐스) ※미공개 메이킬 필름, NG 장면 모음, 겨울연가 콘서트, 토크 버라이어티, 윤석호 PD 인터뷰 수록.
6. 뮤지컬
① 2006, 윤스칼라 제작(윤석호 PD)
② 2011.9.27 - 2012.3.18, 윤스칼라 제작(윤석호 PD)
③ 2006년 일본 공연에는 김형석 작곡가가 참여했고, 한국 공연은 《겨울연가》 O.S.T에 참여했었던 이지수가 작곡을 맡았다. 그외에도 윤석호 감독은 일본 공연에서 연출을 맡았고, 한국 공연에서는 총괄 제작 프로듀서 및 예술감독 역할을 했다.
7. 애니메이션
2009.10, <「겨울연가」, 또 하나의 이야기> 방영. 총 26부작 각 30분.
① 일본 JM 애니메이션, 한국 G&G 엔터테인먼트에서 제작을 맡아, 2009년 10월 17일부터 2010년 5월 1일까지 일본 스카이 퍼펙트 TV, DATV750ch, 스카파 채널에서 방영. 이후 2013년 3월 5일부터 3월 30일까지 TBS에서도 방영.
② 2009.9.29 일본 도쿄돔에서 5만명 팬들과 함께한 애니메이션 「겨울연가」의 일본 첫 방영을 기념하는 이벤트에 배용준과 최지우가 7년여만에 공식 무대 참석.
③ 한국 및 아시아 엔터테인먼트 콘텐츠 전문채널 DATV에서 방영. 배용준, 최지우가 더빙에 참여하였고, 애니메이션을 위해 특별히 실사로 제작된 영상에 직접 출연. DVD 완전판에 실리게 되는 극중 결혼식 장면이 일부 일본 언론을 통해 먼저 공개됐다.

## 드라마 촬영지

### 주요 촬영지
- 남이섬 - 유진과 준상의 수줍은 첫사랑이 시작된 곳
- 외도 리스하우스 - 유진과 준상이 3년 만에 다시 재회하는 곳
- 춘천 중도유원지 - 유진과 준상의 추억이 깃든 호수
- 용평리조트 - 유진과 민형이 함께 찾아가는 눈 쌓인 스키장
- 추암 해수욕장 - 유진과 준상이 함께한 첫 번째 바다. 그리고 자신과 유진이 이복남매 사이라고 오해한 준상이 그를 떠나보내려 했던 마지막 바다.

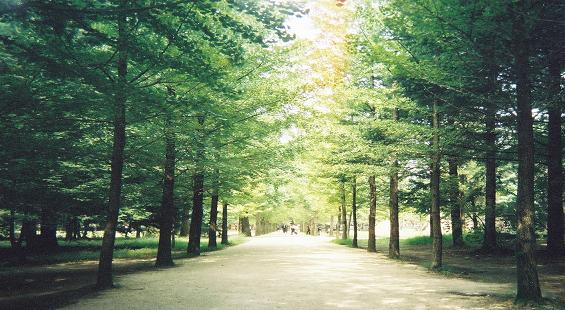
남이섬 산책로
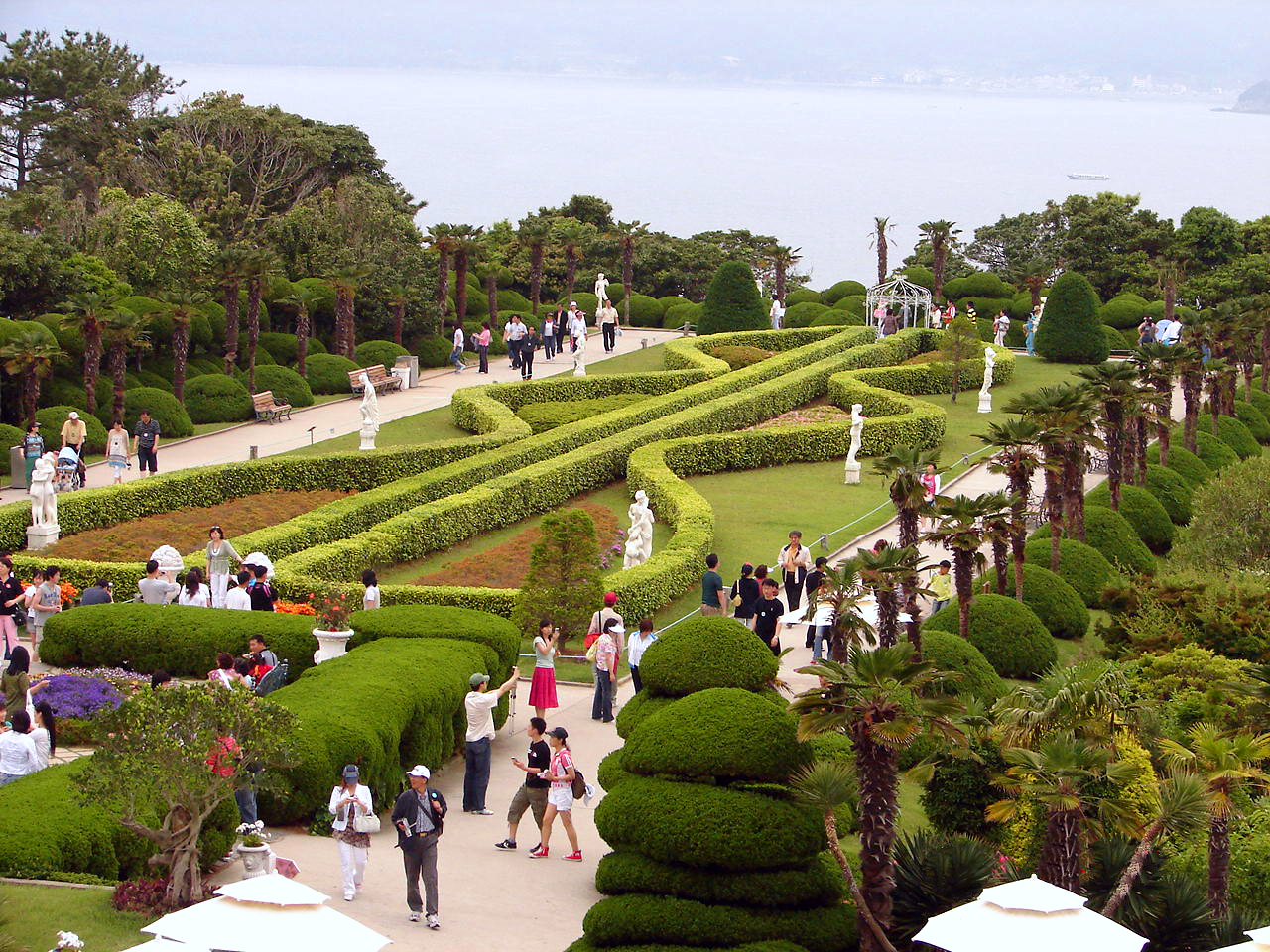
외도

### 그 외 촬영지
- 중앙고등학교 - 준상, 유진, 친구들이 다닌 고등학교
- 춘천 명동 명물 떡볶이집

## 같이 보기
- 윤석호PD의 사계 작품들

《가을동화》 (2000년 하반기 방영작)
《여름향기》 (2003년 하반기 방영작)
《봄의 왈츠》 (2006년 상반기 방영작)